# Ferrobaires
Ferrobaires, aussi connue sous le nom de Unidad Ejecutora del Programa Ferroviario Provincial (UEPFP), est une ancienne société publique argentine appartenant à la province de Buenos Aires. Créée le 15 janvier 1993 par le décret provincial no 99/1993, elle a hérité de Ferrocarriles Argentinos la fourniture d'un service de transport interurbain en commun dans sa province d'origine et dans la province voisine de La Pampa, couvrant une partie des lignes Roca, Sarmiento et San Martín du réseau ferroviaire argentin grâce à un accord ratifié par la loi provinciale no 11.5471. En plus des services réguliers, elle a également exploité un train spécial, El Marplatense, vers la ville de Mar del Plata, principal port et centre touristique de la province. Il transportait une moyenne de 1 500 000 passagers par an.
Le 30 juin 2016, à la suite d'une série d'accidents ferroviaires, la gouverneure de l'époque, María Eugenia Vidal, a décidé de suspendre tous les services de la société, laissant des centaines de villes isolées. Ainsi, les services ferroviaires ont été suspendus sur les branches vers Tandil, 25 de Mayo, Chascomús, Bragado, Junín et Alberdi, vers Bahía Blanca via Pringles et vers La Pampa, Coronel Boerr, Cacharí, Hinojo, Las Martinetas, Laprida, Pringles, Villa Ventana et Saldungaray. Au total, l'annulation des services a touché 104 villes et plus de 670 000 habitants.
Aucun travail n'a été fait pour rétablir le service et, après divers lobbies, il a finalement été décidé de transférer l'exploitation à Trenes Argentinos Operaciones. Finalement, le 27 juillet 2017, la propriété de toutes les succursales de Ferrobaires a été transférée à Ferrocarriles Argentinos. La société, ne fournissant plus aucun service, a officiellement cessé d'exister le 15 mars 2018. 

## Histoire

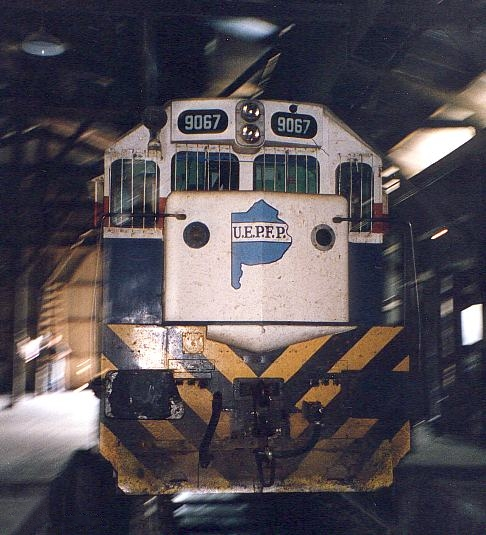
Locomotive diesel avec le logo d'UEPFP.

Dans le cadre du processus de privatisation massive mené par le gouvernement de Carlos Menem, l'entreprise publique Ferrocarriles Argentinos a été rationalisée, démembrée et privatisée entre 1991 et 1993, ce qui a entraîné la disparition de la quasi-totalité des services de transport de passagers à longue distance ou leur concession à des gouvernements provinciaux désireux de les reprendre, ce dernier cas étant celui de Ferrobaires. Cette situation s'est encore aggravée avec la crise de 2001. Toutefois, au cours des premières années de son existence, de nombreux services ont été rétablis, notamment la liaison entre la Plaza Constitución, dans la ville de Buenos Aires, et Carmen de Patagones, à la frontière avec la province de Río Negro. Bien que l'UEPFP ait été conçu à l'origine comme un organisme transitoire jusqu'à la privatisation du service, il a été maintenu au fil des ans, malgré quelques tentatives du gouvernement provincial de le vendre à un investisseur privé. Une particularité est que les trains Ferrobaires ont conservé la palette de couleurs qu'ils ont héritée de Ferrocarriles Argentinos, avec des changements minimes.
En 2006, Ferrobaires a connu des problèmes d'entretien des locomotives, ce qui a entraîné de nouvelles réductions du service et de fréquents retards et annulations. Après des mois de négociations avec le gouvernement national, le 8 février 2007, un accord a été signé entre l'État et l'État de Buenos Aires établissant le transfert des services concédés à l'Unidad Ejecutora del Programa Ferroviario Provincial, qui a été promulgué le 13 juillet 2007 par la loi provinciale 13.705 et le décret provincial no 1475/2007. L'accord a créé une unité de gestion opérationnelle et une unité de transfert opérationnel pour « effectuer des inventaires, des relevés d'actifs, des programmes de maintenance, des enquêtes sur le personnel et toute autre action qui pourrait être nécessaire » dans un délai de 180 jours, qui peut être prolongé. Les parties se sont engagées à maintenir en exploitation l'ensemble des corridors concédés entre 1992 et 1993, ainsi qu'à garantir la stabilité de l'emploi des salariés de Ferrobaires lors du transfert.
Le 16 février 2011, un train Ferrobaires de la ligne Retiro-Junín percute un train de la ligne San Martín, qui était arrêté à San Miguel, dans la province de Buenos Aires. Après cet accident, qui a fait quatre morts, l'entreprise a été reprise par le gouvernement provincial.  L'accident a fait 70 blessés, mais aucun n'a été gravement atteint,.
Quelques mois après l'accident, le 4 avril 2011, un convoi se rendant de Mar del Plata à Plaza Constitución, arrêté en raison d'une défaillance technique à Monasterio, une ville du quartier de Lezama à Buenos Aires, a été percuté par un moteur diesel qui s'apprêtait à lui venir en aide. Cela a empêché le retour des services entre Plaza Constitución et Pinamar pendant près d'une décennie, qui a été brièvement rétabli en 2015, pour s'arrêter à nouveau en raison de problèmes liés aux crues de la rivière Salado. Elle a finalement rouvert en 2021 avec une combinaison du train à destination de Mar del Plata à une voiture à moteur située à la station General Guido pour continuer jusqu'à Pinamar.
En juillet 2012, l'UEPFP lance un nouveau service dans le sud de la province, desservant San Miguel del Monte, Cañuelas, Las Flores, Rauch et Tandil. En 2013, le train touristique est ajouté à Vela et Gardey, et Raúl Troncoso travaillait pour assurer un service aux localités rurales qui seraient reliées à Ayacucho par le chemin de fer, relançant ainsi le tourisme dans ces localités, Ce projet a été interrompu lorsque le gouvernement de María Eugenia Vidal a décidé de suspendre les services de la société Ferrobaires ainsi que le service Tren El Tandilero assuré par Ferrobaires, ce qui a représenté un coup dur pour les villes de Vela et Gardey, qui disposaient également du Tren Turístico (train touristique).
En avril 2015, la loi no 27.132 de Ferrocarriles Argentinos est adoptée, ce qui a rétabli tous les services ferroviaires de transport en commun dans le pays, mais Ferrobaires continue à exploiter ses services, malgré la qualité déplorable du matériel roulant, qui a entraîné plusieurs annulations de service et plus d'un accident, le tout laissant l'entreprise dans une situation économique terminale,.
Le 30 juin 2016, à 6 h 27 du matin, un train de Ferrobaires (toujours sur la ligne Retiro-Junín) entre en collision avec un autre train de Trenes Argentinos Cargas dans le quartier de Chacabuco, blessant 25 personnes. À la suite de ce nouvel accident, la gouverneure María Eugenia Vidal décide de suspendre tous les services de la société. De même, les services ferroviaires ont été suspendus sur les branches vers Tandil, 25 de Mayo, Chascomús, Bragado, Junín et Alberdi, vers Bahía Blanca via Pringles et vers La Pampa, Coronel Boerr, Cacharí, Hinojo, Las Martinetas, Laprida, Pringles, Villa Ventana et Saldungaray. Au total, l'annulation des services a touché 104 villes et plus de 670 000 habitants.
Après un long conflit avec le gouvernement national, il a été décidé de transférer les services à Ferrocarriles Argentinos. Le 27 juillet 2017, le transfert de Ferrobaires à l'État national a été officialisé. Après le transfert, les délégués de l'Asociación del Personal de Dirección de los Ferrocarriles Argentinos (APDFA) dénoncent le vidage et la militarisation de l'entreprise Ferrobaires, la nomination de personnel militaire dans différents secteurs de l'entreprise a été dénoncée, comme le responsable de la zone des carburants Raúl Alfonso, un militaire à la retraite, ou l'ancien sous-commissaire de Buenos Aires Daniel Eduardo Álvarez (ancien candidat au poste de conseiller PRO à San Miguel et donateur de fonds à la campagne du président de l'époque Mauricio Macri), entre autres,.

## Services concédés
Plus précisément, les corridors suivants ont été transférés à la province de Buenos Aires par les décrets nationaux no 1168/1992 et no 770/1993 : 
- Plaza Constitución - Bahía Blanca
- Plaza Constitución - Mar del Plata - Miramar (y compris le couloir General Altamirano - Mar del Plata - Miramar et la réhabilitation du secteur General Guido - General Madariaga - Vivoratá).
- Plaza Constitución - San Carlos de Bariloche
- Plaza Constitución - Quequén
- Plaza Constitución - Bolívar
- Olavarría - Bahía Blanca
- Onze - Toay
- Onze - Général Pico
- Onze - Lincoln
- Lincoln - Villegas
- Lincoln - Pasteur
- Onze - Villegas
- Onze - Darragueira
- Retiro - Alberdi
- Retiro - Junín
- Federico Lacroze - Rojas

## Services fournis
Services fournis par l'entreprise en juillet 2016 :
| Corridor Roca       |                             |                                                            |
| Départ              | Arrivée                     | Jours de départ                                            |
| Constitución        | Mar del Plata               | En service par SOFSE                                       |
| Constitución        | Tandil                      | Supprimé                                                   |
| Tandil              | Vela                        | Supprimé                                                   |
| Constitución        | Bahía Blanca (via Lamadrid) | En service par SOFSE                                       |
| Constitución        | Bahía Blanca (via Pringles) | Supprimé                                                   |
| Constitución        | 25 de Mayo                  | Supprimé                                                   |
| Corridor San Martín |                             |                                                            |
| Retiro              | Alberdi                     | Extension jusqu'à la gare de Rufino par SOFSE en service   |
| Retiro              | Junín                       | En service par SOFSE                                       |
| Corredor Sarmiento  |                             |                                                            |
| Once                | Bragado                     | En service par SOFSE                                       |
| Once                | Carlos Casares              | Extension jusqu'à la gare de Pehuajó par SOFSE en service) |